# Aciotis
Aciotis é um género botânico pertencente à família Melastomataceae.

## Principais espécies
- Aciotis acuminifolia
- Aciotis acutiflora
- Aciotis alata
- Aciotis amazonica
- Aciotis anomala
- Aciotis annua
- Aciotis aquatica
- Aciotis aequatorialis
- Aciotis aristata
- Aciotis aristellata
- Aciotis asplundii